# Nombre de victimes du génocide arménien
Les estimations du nombre d'Arméniens morts entre 1914 et 1923 durant le génocide arménien sont sujets à controverse. Les estimations pour la période allant de 1915 à 1917 ou 1918 varient entre 800 000 morts — nombre avancé par les statistiques ottomanes officielles — et 1,2 million de morts, chiffre le plus souvent retenu par les historiens occidentaux. D'autres auteurs et l'État arménien se basent sur les rapports des ambassadeurs allemands présents lors des événements, et estiment que le nombre de morts est d'1,5 million. Cet article étudie les différentes estimations des pertes arméniennes lors des massacres génocidaires commis dans les dernières années de l'Empire ottoman par le ministre ottoman Talaat Pacha

## Les pertes arméniennes entre 1914 et 1917

### Estimations ottomanes et turques

#### Statistiques ottomanes officielles
Les statistiques ottomanes officielles pour la période allant de 1915 à 1917-18 sont de 800 000 morts. Elles ont été publiées dans la gazette officielle ottomane. Elles seraient les résultats d'une commission formée par le ministre de l'intérieur Mustafa Arif. Elles ont été reprises par Rauf Orbay dans ses mémoires.
Ces premières statistiques  en compte les Arméniens qui furent massacrés, apparemment sans tenir compte des autres morts. Mustafa Kemal répéta ce nombre en septembre 1919, au cours d'une conversation avec le Major General Harbord, chef de la Mission militaire américaine en Arménie.
Cependant, à la suite de la dissolution du tribunal militaire, ces données ont été constamment réinterprétées pour représenter finalement l'ensemble des pertes humaines arméniennes. L'auteur turc Taner Akçam montre qu'un rapport militaire turc du Lieutenant Colonel Nihat, en 1928, considère que ces 800 000 arméniens n'ont plus été précisément « tués » ou « massacrés », mais ont simplement péri. Par la suite, l'historien Bayur a écrit : « 800 000 Arméniens et 200 000 Grecs sont morts du fait des déportations ou dans les camps de travail ». Bayur conclut : « Selon nos sources officielles, ces chiffres sont exacts ».

#### Autres sources ottomanes
Bien que les chiffres officiels soient de 800 000 morts, de nombreuses autres estimations non officielles ont été présentées pendant la guerre par certains responsables ottomans — Talaat, par exemple, a avancé le nombre de 300 000 — mais il n'y a aucune explication sur la façon dont il a été obtenu. Des estimations semblables sont pourtant aujourd'hui avancées par des représentants du gouvernement turc.

#### Estimations de Justin McCarthy
Les travaux de Justin McCarthy sont souvent cités par les défenseurs de la thèse turque ou par les négationnistes du caractère génocidaire des massacres. Quelques turcologues ont cité ses premiers calculs, comme illustration de la « disparition de près de la moitié de la communauté » arménienne lors des massacres, comme le dit Gilles Veinstein, et Thierry Zarcone, directeur de recherches au CNRS. McCarthy calcule le nombre de victimes arméniennes à partir des données officielles ottomanes auxquelles il applique des valeurs correctives, notamment concernant le nombre de femmes et d'enfants dans les provinces orientales. Il arrive à une estimation d'un peu moins de 600 000 morts alors que l’ensemble des Arméniens d’Anatolie ne dépassait pas selon lui un million et demi de personnes, pour la période allant de 1914 à 1922. Dans une publication plus récente, il estime que si les recensements arméniens de 1913 sont corrects, il faudrait ajouter 250 000 morts, pour un total donc de 850 000 victimes environ.
L'estimation de McCarthy est critiquée, on lui reproche de ne pas inclure les populations arméniennes des territoires perdus par la Russie au profit de l'Empire ottoman, de surestimer le nombre de survivants et plus généralement d'utiliser de façon malhonnête un modèle dont les conditions d'application ne sont pas remplies. Levon Marashlian, dans son étude (obtenant le nombre de 1,2 million), affirme que l'approche de McCarthy souffre d'une faille méthodologique fatale en basant toute sa méthode sur des archives imprécises. Il affirme qu'il y avait une sous-estimation du nombre d'Arméniens en Anatolie, aussi bien de la part du gouvernement ottoman que de la part du patriarcat arménien. McCarthy est aussi critiqué pour avoir surestimé le nombre de survivants. Il affirme, néanmoins, que ses résultats sur la population masculine ottomane adulte sont précis ; il trouve aussi que ses travaux sont injustement interprétés comme faisant l'apologie du point de vue turc, et se plaint d'un manque de débats au sein des universités. Frédéric Paulin, scientifique français, va jusqu'à comparer la méthodologie de McCarthy à celle de Paul Rassinier lorsqu'il calcule le nombre de victimes juives européennes durant la Seconde Guerre mondiale.

### Estimations des alliés des Ottomans

#### Allemagne
Parmi les nations impliquées dans la guerre, l'Allemagne est considérée par beaucoup comme étant celle la mieux placée, après l'Empire ottoman lui-même, pour accéder aux sites des massacres et des déportations. Pour cette raison on considère qu'elle fournit les estimations les plus fiables des pertes arméniennes durant la Première Guerre mondiale.
Un rapport indique que dès février 1916, 1,5 million d'Arméniens avaient été décimés. Un autre rapport daté du 27 mai 1916, par Matthias Erzberger du Bureau des affaires étrangères, donna les mêmes estimations, tout comme un rapport du 4 octobre 1916 par l'ambassadeur allemand intérimaire en Turquie, Radowitz. Il semble que le nombre de 1,5 million de victimes, souvent repris aujourd'hui, provienne de ces sources allemandes. Il faut aussi prendre en considération l'une des sources allemandes les plus mesurées, par le Major Endres qui a servi dans l'armée ottomane, et qui parle de 1,2 million d'Arméniens décédés pendant la guerre. Les mêmes chiffres sont mentionnés durant le procès de Yozgat, ils sont aussi présentés au Tribunal permanent des peuples et sont souvent cités dans de nombreux travaux.

#### Autriche-Hongrie
Bien que l'Autriche n'ait pas présenté beaucoup de statistiques et estimations, on peut en trouver quelques-unes.
Le consul autrichien de Trébizonde et de Samsun, le Docteur Kwatkiowski, a envoyé un rapport à Vienne le 13 mars 1918. Se restreignant aux six vilayets orientaux et aux districts de Trébizonde et Samsun, il affirme que sur le million d'Arméniens déportés, la plupart sont morts. Le consul austro-hongrois d'Adrianople, le Docteur Nadamlenzki, rapporta quant à lui que l'ensemble des 1,5 million de la population arménienne de l'Empire aurait été déportée, mais cette thèse n'est largement pas admise par la communauté scientifique. Le Vice-Maréchal autrichien Pomiankowski a estimé les pertes arméniennes à environ 1 million.

### Triple-Entente et pays neutres
Contrairement aux statistiques officielles ottomanes et à certaines estimations allemandes, la plupart des statistiques des autres pays concernant la population arménienne étaient incomplètes. La raison tient probablement du fait qu'étant ennemis, ils avaient un accès limité aux sources d'informations fiables dans les limites de l'Empire ottoman et ne pouvaient pas mener d'investigation poussée. Ces sources ont été cependant largement utilisées.
Parmi elles, les données d'Arnold Joseph Toynbee. Il avança le chiffre de 600 000 victimes arméniennes pour l'année 1915 ; alors que ses travaux sont souvent considérés comme bien documentés ils n'incluent pas les victimes entre 1916 et 1917-18, selon le professeur Melson : « La description et l'analyse de Toynbee s'arrêtent vers l'hiver 1915 et le printemps 1916, quand la majeure partie de la population arménienne a été déportée ou tuée. Aussi précieux soient-ils, ces travaux ne prennent pas en compte ce qu'ont subi les déportés courant 1916, pas plus que les Arméniens qui furent déportés depuis les grandes villes après 1916 ».

Carte représentant les déportations

Une autre source d'informations largement utilisée est la commission King-Crane, mais avec des données contradictoires : le chiffre d'un million de victimes est parfois présenté comme le nombre de victimes durant la guerre, et par ailleurs comme le nombre de victimes, incluant les massacres hammidiens (fin du XIXe siècle). Quoi qu'il en soit, on suppose que les pertes arméniennes furent sous-évaluées dans le but d'augmenter artificiellement la population arménienne afin de soutenir la création d'un État arménien. Cette supposition est sujette à débat. Les estimations arméniennes allaient dans le même sens. Durant cette période, certaines descendaient jusqu'à 500 000 quand le haut taux de mortalité mettait en danger la création de l'Arménie, ou jusqu'à plus d'un million dans d'autres cas. Les estimations des États-Unis pour la période entre 1915 et 1917 varient beaucoup, mais la plupart d'entre elles sont d'un million ou plus. La Société des Nations avance le chiffre d'un million mais la liste des réfugiés du Caucase et de l'Arménie russe qui ne faisaient pas partie de l'Empire ottoman n'a pas été clairement définie, ce qui suggère que la liste de 400 000 à 420 000 Arméniens ottomans peut contenir des Arméniens n'étant pas à proprement parler Ottomans, ce qui expliquerait pourquoi les autres estimations établissent des pertes supérieure au million affirmé par la Société.

## Victimes arméniennes, de 1917-18 à 1923
Alors que les statistiques ottomanes couvrent les années 1917-18, de même que certains schémas allemands, la plupart des autres estimations les excluent. L'existence et la disponibilité des sources suivant 1917 est un autre problème. Plus récemment, des universitaires ont appelé cette période la seconde phase du génocide arménien. Melson, par exemple, fournit une estimation grossière de 500 000 victimes. D'un autre côté, ces estimations ne se basent absolument pas sur des archives, ce qui amène certains chercheurs à dire que de telles estimations pourraient très bien être très proches comme très éloignées du nombre véritable de victimes durant cette période.

### Victimes arméniennes en dehors des frontières de l'Empire ottoman durant l'invasion
Peu de commissions ont été formées cependant, comme celles pour Kars et Alexandropol. Les recherches à Alexandropol, de par leur nature, sont vues comme des plus sérieuses. Elles présentent un chiffre de 60 000 directement tués, pour un total de 150 000 victimes en comptant celles dont les conditions menaient inévitablement à la mort. Mais l'investigation prit apparemment subitement fin. Les Allemands d'un autre côté, sans présenter le moindre chiffre, ont reporté les conditions de vie des Arméniens russes qu'ils ont considéré comme étant dues à une tentative ottomane de s'en débarrasser. Tout cela sans considérer les incursions ottomanes dans l'Arménie perse.

### Victimes ottomanes arméniennes
La plus grande partie des victimes a pu être dénombrée en Cilicie, de même que dans les zones orientales, et sans oublier Smyrne durant ce qui fut reporté comme des massacres et qui a suivi l'incendie des quartiers grec et arménien de la ville. Le nombre de victimes n'est pas clairement établi, les estimations variant de plusieurs dizaines de milliers à plus de cent mille.

## Génocide arménien: nombre total de victimes, de 1914 à 1923
En couvrant la période allant de 1914 à 1923, le chiffre le plus souvent retenu par les historiens occidentaux est celui d'1,2 million de victimes. L'État arménien et les auteurs proches de ses positions maintiennent le chiffre de 1,5 million. D'autres historiens, comme le Turc Fikret Adanir, annoncent prudemment que plus d'un million d'Arméniens ont péri (mais Adanir exclut les suites de 1917). Bernard Lewis a jugé vraisemblable le total d'un million. Gilles Veinstein, Paul Dumont, François Georgeon et Thierry Zarcone n'ont pas étudié la question.
Quel que soit le nombre réel de victimes, le rapport parlementaire français souligne qu'au « lendemain du traité de Lausanne en 1923 [...], il ne reste plus que quelques dizaines de milliers d'Arméniens en Turquie, pour l'essentiel à Istanbul », ces pertes résultant à la fois du génocide et de la diaspora qu'il a provoqué.